# Reinette Clochard

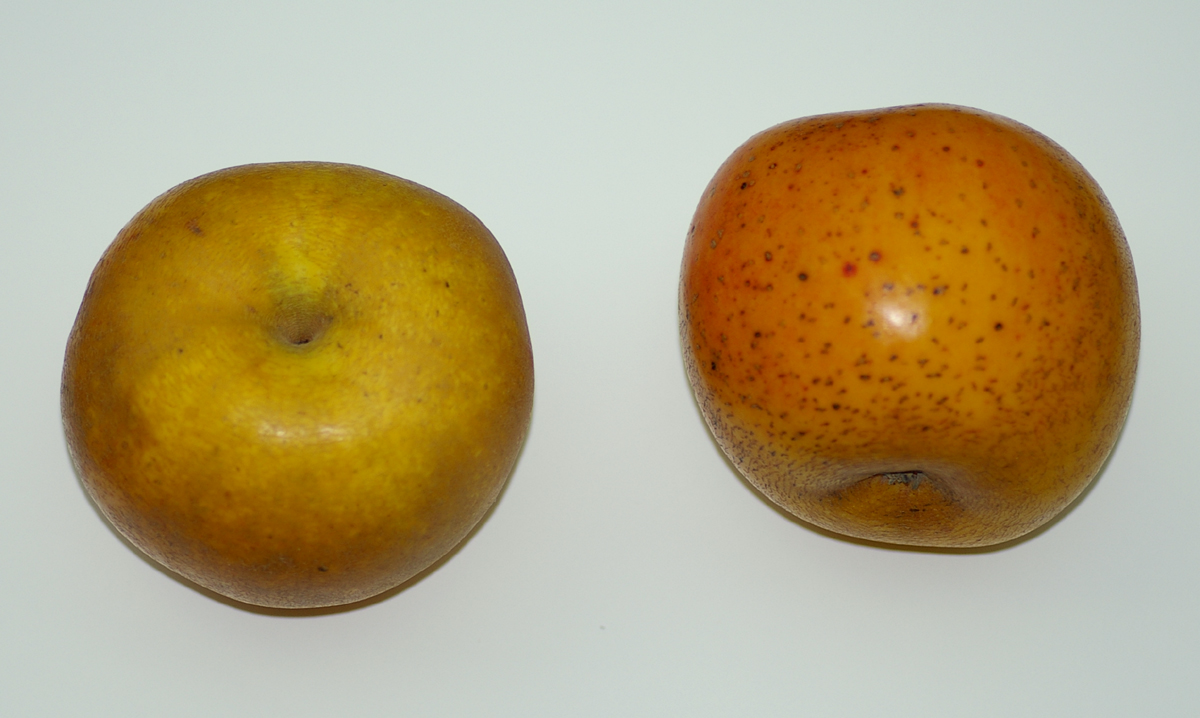
Pommes reinettes clochards

La reinette clochard (aussi appelée Rochelle, clocharde, pomme clocharde ou reinette de Parthenay) est une variétés de pomme reinette à couteau, née à Secondigny dans les Deux-Sèvres assez répandue en Charente et en Vendée.

## Description
La reinette clochard est une pomme de taille moyenne à la forme légèrement aplatie.
Sa peau rugueuse d'un beau jaune soutenu est tachetée de petits points bruns lorsqu'elle est mûre.
Sa chair ferme est juteuse, sucrée. La variété est plutôt tardive. 
Elle se conserve très bien jusqu'en février. Elle peut encore se consommer en mars, mais se ride de plus en plus et devient pâteuse. C'est une des variétés de pommes qui se conservent le mieux.

## Parenté
Un croisement avec Golden Delicious, réalisé en 1958 par l'INRA de Bordeaux puis sélectionné par l'INRA d'Angers a donné deux descendants :
- Charden
- Belchard Chantecler

## Pollinisation
- Groupe de floraison: B[2].

La reinette clochard est pollinisée par Chailleux, Grand'Mère, reine des reinettes, reinette de Caux.

## Culture

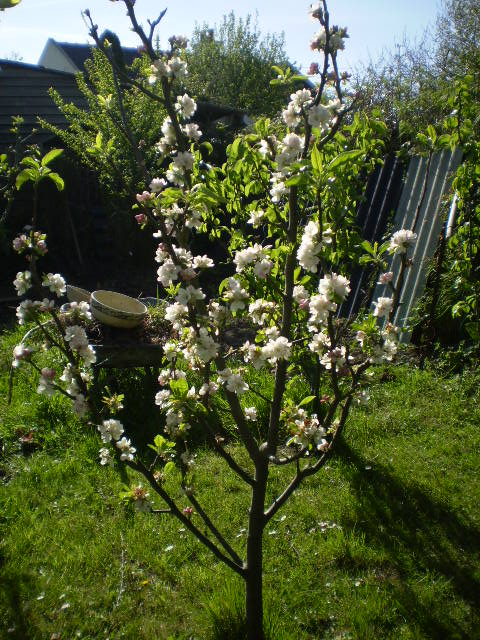
Floraison du pommier reinette clochard. On peut constater la formation en spur.

Caractéristique rare chez les variétés européennes, l'arbre au port érigé est un spur (entre-nœuds courts, feuilles groupées en bouquets). Il est moyennement vigoureux et long à mettre à fruit, mais il donne abondamment quasiment tous les ans, contrairement à certains pommiers qui ne donnent qu'une année sur deux.
Sa floraison tardive lui permet d'éviter les gelées printanières.
Ce pommier a aussi l'avantage d'être peu sensible à la tavelure.